# 피니와 퍼브
《피니와 퍼브》(영어: Phineas and Ferb)는 미국의 코미디 텔레비전 애니메이션이다. 2007년 8월 17일에 디즈니 채널에서 파일럿을 방송하였고, 2008년 2월 1일에 정식 방영을 시작하였다. 2015년 6월 18일에 피니와 퍼브 창작자인 댄 포븐마이어와 제프 "스왐피" 마쉬에 의해 마일로 머피의 마일로 머피의 법칙이 방영되었다.

## 줄거리
피니와 퍼브는 이복동생인 피니어스 플린과 퍼브 플레쳐의 모험을 그린 애니메이션이다. 104일간의 긴 여름방학을 신나게 보내고 싶어 여러 가지 일들을 하는데, 롤러코스터를 만들거나, 타임머신을 만들거나, 화성에 다녀오는 등 나이에 비해 누구도 상상하지 못한 일을 벌인다. 그들은 트라이스테이트 지역 어딘가의 댄빌에 살고 있다. 그들의 누나 캔디스 플린은 두 가지를 주로 하는데, 첫째는 피니어스와 퍼브의 행동들을 엄마에게 일러바쳐 혼나도록 하는 것인데, 항상 엄마가 오기 직전에 현장이 사라져 실패한다. 둘째는 제레미라는 남자친구와 즐거운 시간을 보내는 것이다. 한편 그들의 애완동물 오리너구리 페리는 사악한 하인츠 두펀스머츠 박사와 싸우는 동물 요원 단체인 O.W.C.A의 요원으로, 에이전트 P라고 불린다. 그의 임무는 사악한 박사 하인츠 두펀스머츠의 사악한 계획을 막는 것이다. 두펀스머츠 박사는 그의 두펀스머츠 악당 회사를 가지고 있다.

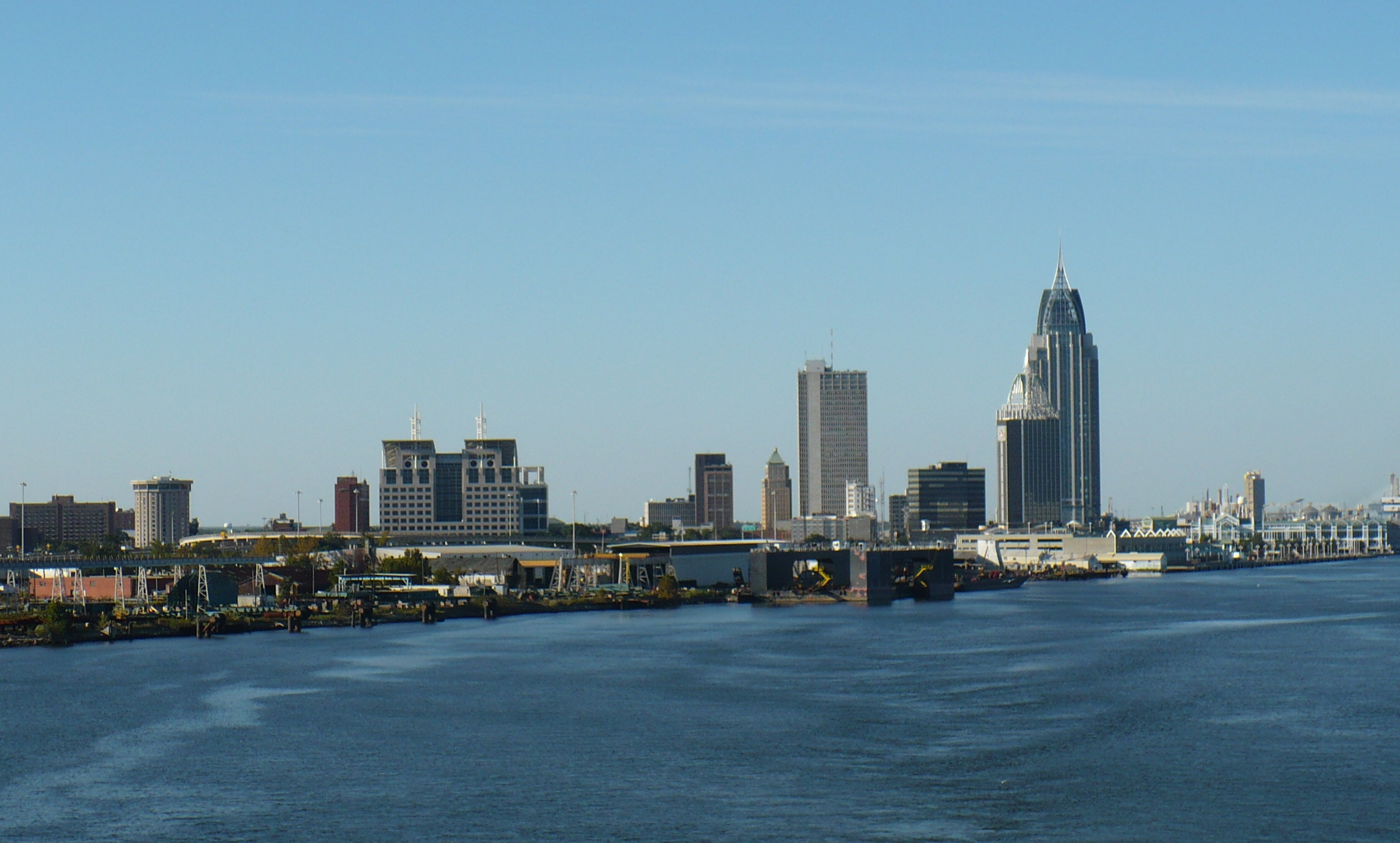
댄 포벤마이어는 그의 고향인 알라바마 주에서 피니와 퍼브에 대한 영감을 얻었다.

피니와 퍼브는 매 화마다 약간의 개그를 통해 시청자들의 웃음을 유발한다. 이런 개그는 주로 등장인물들의 대사인 경우가 많은데, 하인츠 두펀스머츠의 "널 저주해, 오리너구리 페리!"나, 피니어스 플린의 "퍼브, 오늘 할 일이 생각났어!", "페리는 어디 있지?" 등이 있다. 특히 하인츠 두펀스머츠의 사악한 발명품들은 대개 이름이 발생기(-inator)로 끝난다. 이것은 이름 자체도 재미있지만, 이따금 발생기를 쓰지 않은 이름을 쓰면서 유머가 되기도 한다.
이 작품은 어느 한 캐릭터에 스토리가 집중되지 않고 피니어스와 퍼브, 캔디스, 페리, 두펀슈머츠 등 저마다의 에피소드가 존재하며, 다양한 미국 문화도 엿볼 수 있다.

## 영감

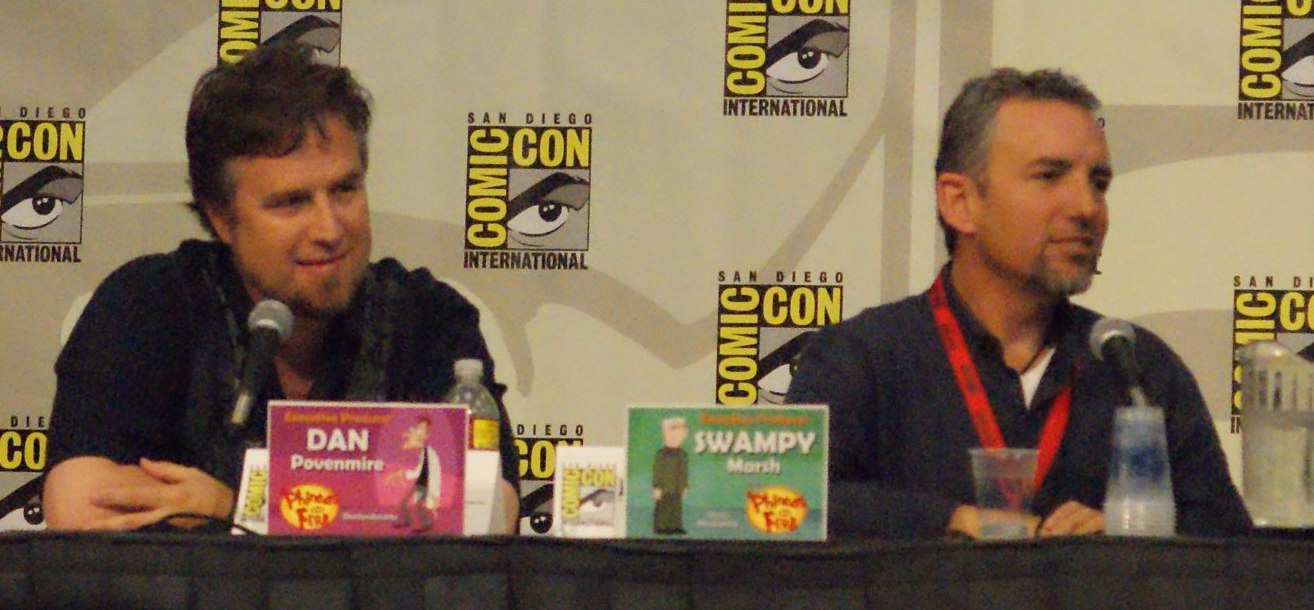
피니와 퍼브 제작자들인 포벤마이어와 마시의 2009년 사진.

피니와 퍼브는 2007년 《패밀리 가이》에 이어 댄 포븐마이어가 감독한 새로운 디즈니 애니메이션이다.
댄 포벤마이어는 알라바마 주에서 어머니와 함께 살면서 여름을 낭비하지 말라는 말을 자주 들었다고 밝혔다. 자신의 이야기를 UCC로 만들려고 한 그는 자신의 엄마가 자신을 자유롭게 해 주었다고 회상한다. 그는 그림을 매우 잘 그렸는데, 한편으로 제프 "스왐피" 마쉬는 다문화 대가족에서 자랐다고 한다. 포벤마이어처럼 마시도 그의 여름을 여러 활동과 상상으로 보냈다고 한다.

### 기획
포벤마이어는 캘리포니아 남부 대학교를 다니면서 일상만화 동아리에 가입했고 이걸 팔아 돈도 벌었다. 이러면서 포벤마이어는 길거리의 사람들을 그리면서 생계를 유지하게 되었고 마침내는 "Far Out Man"의 일부를 그리게 되었다. 포벤마이어는 이걸 전문적으로 잘 수행해서 닌자 거북이도 그렸다. 또 마시는 컴퓨터 회사의 영업부 부부장이 되면서 일이 지겨워져서 사표를 냈다. 그의 친구들은 그를 도와 그의 만화계 진출을 도왔다고 한다.
포벤마이어와 마시는 심슨 가족을 시작했다. 이들은 금방 친해져서 니켈로디언의 "Rocko's Modern Life"도 같이 작업했고, 이 과정에서 피니와 퍼브의 아이디어를 만들어 냈다. 캘리포니아의 식당에서 같이 저녁을 먹으면서 포벤마이어는 삼각형 머리의 아이를 그려냈고, 이것이 식당의 이름을 따 지금의 피니어스 플린이 된다. 그는 이걸 찢어 버리고 마시에게 "이봐, 우리의 새로운 작품이 생각났어"라고 말한다.
이 삼각형 머리의 아이를 그리면서 그들은 엄청난 속도로 쇼의 기획을 시작한다. 포벤마이어는 그의 스케치가 "피니어스처럼 보인다"라고 했고 길쭉한 머리의 아이를 그려서 "모든 공구를 다 가진 사람"인 퍼브를 만들어 낸다. 이들은 그들의 등장 인물 기획을 루니 툰에 대한 경의를 표하며 기하학적인 모양으로 그려냈다고 한다. 그들은 이후 시리즈의 전반적인 구성을 기획하고 감독으로 일한다.
그들은 시리즈의 모노그램 소령과 두펀스머츠 박사 역으로 목소리 출연도 했다.

## 에피소드
| 시즌   | 화수 / (기본 단위)                                     | 방송 / 개봉 일정                                       | 방송 / 개봉 일정                                       | DVD 발매일                                                                     | DVD 발매일                                                                        | DVD 발매일                                                                       |
| 시즌   | 화수 / (기본 단위)                                     | 첫 방송일                                              | 마지막 방송일                                          | 지역 1                                                                         | 지역 2                                                                            | 지역 4                                                                           |
| ------ | ------------------------------------------------------ | ------------------------------------------------------ | ------------------------------------------------------ | ------------------------------------------------------------------------------ | --------------------------------------------------------------------------------- | -------------------------------------------------------------------------------- |
| 1      | 26 / (47)                                              | 2007년 8월 17일                                        | 2009년 2월 18일                                        | 2008년 7월 29일 (volume 1) 2009년 2월 10일 (volume 2)                          | 2011년 6월 27일 (volume 1) 2011년 10월 27일 (volume 2)                            | 2012년 4월 25일 (volume 1) 2011년 12월 12일 (volume 2)                           |
| 2      | 39 / (65)                                              | 2009년 2월 19일                                        | 2011년 2월 11일                                        | 2010년 10월 5일(volume 1) 2012년 6월 5일 (volume 2) 2013년 2월 26일 (volume 3) | 2010년 11월 4일 (volume 1) 2012년 11월 29일 (volume 2) 2013년 6월 13일 (volume 3) | 2010년 12월 8일 (volume 1) 2012년 9월 12일 (volume 2) 2013년 3월 13일 (volume 3) |
| 3      | 35 / (62)                                              | 2011년 3월 4일                                         | 2012년 11월 30일                                       | 2012년 6월 5일 (volume 1) 2013년 2월 26일 (volume 2)                           | 2012년 11월 29일 (volume 1) 2013년 6월 13일 (volume 2)                            | 2012년 9월 12일 (volume 1) 2013년 3월 13일 (volume 2)                            |
| 4      | 40 / (66)                                              | 2012년 12월 7일                                        | 2015년 6월 12일                                        | 2013년 10월 1일 (volume 1)                                                     | 2013년 11월 11일 (volume 1)                                                       | 2013년 11월 27일 (volume 1)                                                      |
| 영화   | 피니와 퍼브 무비: 2차원을 넘어서 - 2011년 8월 5일 개봉 | 피니와 퍼브 무비: 2차원을 넘어서 - 2011년 8월 5일 개봉 | 피니와 퍼브 무비: 2차원을 넘어서 - 2011년 8월 5일 개봉 | 2011년 8월 23일                                                                | 2012년 3월 5일                                                                    | 2011년 9월 16일                                                                  |
| 토크쇼 | 피니와 퍼브 퍼니쇼                                     | 피니와 퍼브 퍼니쇼                                     | 피니와 퍼브 퍼니쇼                                     |                                                                                |                                                                                   |                                                                                  |

이와 같이 기획과 제작을 거쳐, 피니와 퍼브는 미국에서 2007년 8월 17일에 디즈니채널에서 시험 방영을 시작하여 2008년 2월 1일에 정식 방영을 시작하였다.
2011년 8월 25일, 디즈니 채널은 피니와 퍼브를 시즌 4까지 이어가기로 내부에서 결정했다. 이것이 공식적으로 발표된 것은 2011년 11월 9일로, 시즌 4의 새로운 에피소드들은 2012년 12월 7일부터 미국에서 방송되기 시작했고, 2015년 6월 12일 대한민국에서도 방영을 시작, 종영하였다.

## 등장인물

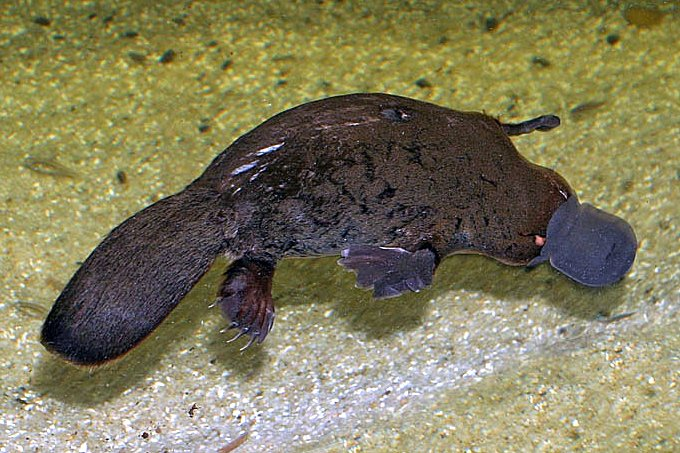
오리너구리 페리는 오리너구리이다.

피니와 퍼브는 피니어스 플린과 그의 영국인 이복동생 퍼브 플레쳐의 여름방학을 그리고 있다. 매일 그들은 색다른 일들을 하며, 그들의 누나인 캔디스 플린은 이를 어머니 린다 플린에게 일러바치려 하지만 상황이 항상 엄마가 보기 직전에 사라져 매번 실패한다. 그 외에도 가족으로는 아버지 로렌스 플레처, 애완동물이자 비밀 첩보 요원인 오리너구리 페리 등이 있다. 페리는 첩보 요원으로 활동할 때 주로 사악한 박사 하인츠 두펀스머츠가 그의 회사에서 하는, 3개 주 지역을 지배하기 위한 사악한 일들을 막는 임무를 수행한다.
제프 "스왐피" 마시는 이런 다문화 가정에 대해 아이들의 인생에는 영향을 미치지 않는다며 피니의 집은 완벽한 가정이고 다문화 가정이라고 뭐라고 할 필요가 없다는 의견을 밝혔다. 또 그는 페리가 오리너구리로 설정된 이유는 특이한 생김새와 부족한 대중의 인식으로 대본 쓰기가 쉽기 때문이라고 한다. 다른 애니메이션에는 바보 같은 등장인물들이 있으나 여기에는 그런 인물들을 넣지 않았다고도 밝혔다.

## 조직과 단체
- 두펀스머츠 악당 회사(Doofenshmirtz Evil Incorporated)

하인츠 두펀스머츠 박사가 사악한 계획을 실행하기 위해 만든 회사로 그의 집이기도 하다. 페리가 임무를 받으면 잠입해 들어온다. 약칭은 D.E.I.이다. 직원이 없어 보이지만 실제로 피아니스트, 가정부, 가수 등 특이한 직원들이 일하고 있다.
- O.W.C.A.(Organization Without a Cool Acronym)

두펀스머츠 같은 사악한 과학자들의 음모를 저지하기 위해 설립된 특수 첩보기관이다. 오리너구리 페리를 비롯해 개, 닭, 독수리 등 다양하고 고도로 훈련된 동물들이 요원을 맡고 있다. 프란시스 모노그램이 소령을 맡고 있으며, 인턴 대학생 칼도 운송수단 등으로 보조를 해준다. 페리는 주로 피니어스의 집 아래에 있는 비밀 기지에서 상관인 모노그램에게 지령을 받지만, 어떤 때에는 TV나 독수리 알 속의 작은 모니터 등 방법이 다양하다.
- 모닥불 소녀대(Fireside Girls)

이사벨라를 중심으로 결성된 소녀단체다. 대부분 8~11세 정도의 어린 여자아이들이지만 항상 포기하지 않고 여러 가지 뱃지를 따낸다. 피니어스 플린와 퍼브 플레쳐가 하는 일들을 돕는 경우가 많다. 전용 유니폼이 있다.
- 퍼펫츠(P.F.T, Phineas and Ferb-Tones)

구골플랙스 쇼핑센터에서 피니어스와 퍼브가 결성한 팝 스타 밴드다. 파이어 사이드 걸의 일부도 같이 불렀다. 캔디스가 이 밴드의 100번째 관객에 당첨되어 무대에 올랐다. 하루 만에 엄청난 인기를 얻었지만 하루 만에 해체되었다. 부른 노래는 'Gitchee, Gitchee, Goo'다.
- 자유 재즈 밴드(Free-Form Jazz Band)

피니어스 플린의 엄마인 린다 플린, 이사벨라의 엄마, 제레미의 엄마가 결성한 밴드다. 가끔 구골플랙스 쇼핑센터에 모여서 CD녹음도 한다.
- 제레미 공연단(Jeremy and the Incidentals)

여름 축제때 제레미가 결성한 밴드다. 여기서 제레미는 노래와 기타연주를 주로 하고, 콜트레인과 또 다른 친구와 함께 공연한다. 아름답고 부드러운 노래가 특징이다. 캔디스도 한번 무대에 올라 제레미와 듀엣으로 'Do Nothing Day (아무것도 안하는 날)'을 부른 적이 있다.
- 할 디 할 (Har D Har Toy Company)

피니어스와 퍼브가 장난감을 한번 디자인해 보인 적이 있던 회사다. 댄빌에 이 장난감을 만드는 공장이 있다. 에피소드 'Toy to the World'에 등장했다.
- 러브 헨델(Love Handel)

로렌스 플레처와 린다 플린이 연애하던 시절 큰 인기를 얻었던 90년대 패션 매탈밴드다. 대니, 바비, 스웜피로 구성되어 있었지만, 현재는 해체되어 각자 다른 일을 하고 있다. 피니와 퍼브에 의해 재결성 공연을 한 적이 있다.

## 반복 개그나 대사
첫 에피소드 'Rollercoaster'에 나오는 개그들을 기본으로, 매 시즌마다 계속해서 응용되어 나오는 개그, 대사들이다.
- ~하기엔 좀 어리지 않니?(Aren't you a little young to~)

어떤 큰 일을 벌이기 위해 보통 아이들이 하지 않는 일을 하거나 특이한 물건을 주문할 때마다 어른들이라면 한번씩은 꼭 묻는 질문이다. 여기에 피니어스는 '네 맞아요(Yes,yes I am)'와 같은 대사로 스스로가 인정함으로써 상대방을 간단히 납득시킨다. 그런데 피니와 퍼브는 물건을 사는 것뿐만 아니라 훔치기도 한다. 예:안경점의 안경 모형(크게 만들어서 지붕에 올린 것)을 렌즈를 얻기 위해 뜯어갔다.
- 퍼브의 대사

과묵한 퍼브는 한 에피소드마다 대사가 아예 없거나 있다면 주로 에피소드 마지막에 한 두마디 정도밖에 하지 않는다. 하지만 그가 하는 대사는 주로 요점을 찌르는 것이거나 특이한 정보에 대한 것으로 그가 말을 할때는 주목해 보자.
- 뭐 하는 건데?(Whatcha doin'?)

주로 이사벨라가 피니어스와 퍼브가 무언가 일을 벌이려 하거나 벌였을 때 무엇을 하는지 물을 때 한다.
'Whatcha doin'을 이사벨라 특유의 억양으로 소리낸다. 가끔 피니어스에게 이 대사를 빼앗기거나, 보통으로 '뭐하니(What are you doing?)'이라고 말할때도 있다.
- 오늘 할일이 생각났어!(I know what we're gonna do today.)

주로 피니어스가 할 거리가 생각날때마다 퍼브에게 하는 대사다. 이 한마디가 그들이 벌이는 일의 시작점이 된다.
- 어라, 페리는 어디있지?(Hey, where's Perry?)

무슨 일을 시작하려다가 페리가 임무를 받기 위해 비밀기지로 간다. 페리가 없어진 걸 눈치챈 피니어스가 주로 하는 대사이다. 그러나 에피소드 중간이나 후반부에 페리가 돌아오면 아무일 없었던듯 '거기 있었구나,페리(Oh,there you are,Perry)'라고 한다.
- 두펀스머츠 악당의 멋진 회사(Doofenshmirtz Evil Incorporated~)

페리와 두펀스머츠 박사의 대결장면이 나오기 전에 두펀스머츠의 회사가 나오면서 나오는 짧은 노래. 원작(영어판)과 한국어 번역판이 다르다. 원작에서는 "두펀스머츠 악당 주식회사~"(Doofenshmirtz Evil Incorporated~)로 나오지만, 한국어판에서는 "두펀스머츠 악당의 멋진 회사~"라고 나오며,끝 부분의 음도 원작이 더 높다. 때에 따라 변형되기도 한다.
- 널 저주해, 오리너구리 페리!(Curse you,Perry the Platypus!)

두펀스머츠가 페리와의 싸움에서 패배하여 어디론가 날아가면서 하는 대사다. 보통 이 대사가 둘의 싸움을 끝낸다.
- 하...하...하지만...(Bu...bu...but...)

캔디스가 동생을 이를 때 엄마를 모셔오는 사이에 상황이 정리된 것을 보고 놀라면서 하는 대사다.

## 상품
디즈니는 피니와 퍼브 상품을 많이 만들었는데 이들 중에는 페리 인형 등이 있다. 또 디즈니는 피니와 퍼브 캐릭터 티셔츠와 디즈니 웹사이트에서 "나만의 티셔츠 만들기" 프로그램도 제공하고 있다. 또 시리즈의 작가들은 몇몇 에피소드를 책으로 출판했다.

### DVD
- 《The Fast and the Phineas》
- One Good Scare Ought to Do It!(Part1,2)
- The Fast and the Phineas
- Lawn Gnome Beach Party of Terror
- Are You My Mummy?
- Flop Starz
- Raging Bully
- Lights, Candace, Action!
- It's About Time!(Part1,2)
- 《The Daze of summer》
- Jerk De Soleil
- Toy to the World
- A Hard Day's Knight
- I, Brobot
- It's a Mud, Mud, Mud, Mud World
- The Ballad of Badbeard
- Greece Lightning
- Leave the Busting to Us!
- Unfair Science Fair
- Unfair Science Fair Redux (Another Story)
- 《A Very Perry Christmas》

The Fast and the Phineas와 The Daze of Summer라는 DVD들이 출판되었는데 미국에서 방송되지 않은 에피소드들도 들어 있다. 또 세 번째 DVD A Very Perry Christmas는 2010년 8월 5일에 출판되었다.

### 게임
- 피니와 퍼브 (닌텐도 DS)
- 피니와 퍼브 무비: 2차원을 넘어서 (닌텐도 DS, Wii, 플레이스테이션 3)

2009년엔 디즈니가 닌텐도 DS 게임 피니와 퍼브를 라이선스했다. 게임에서는 주인공들이 지루한 여름방학을 잊기 위해 롤러코스터를 짓는다. 이는 TV 애니메이션 첫 화인 "롤러코스터"의 내용과 일치한다. 플레이어는 피니어스, 퍼브, 그리고 요원 P(오리너구리 페리)를 조종한다. 그리고 여러 미니게임도 들어 있다. 게임은 꽤 좋은 평가를 받았고 게임랭킹즈에서 76.67%의 만족도를 얻었다. 댄 포벤마이어와 제프 "스왐피" 마시는 피니와 퍼브 Wii 게임도 개발 중이라고 밝혔었는데, 나중에 그것은 영화 피니와 퍼브 무비: 2차원을 넘어서의 내용을 바탕으로 하고 닌텐도 DS와 플레이스테이션 3에서도 작동한다는 것이 밝혀졌다.

### 음악
"반짝 스타" 이후의 에피소드들에는 항상 음악이 들어갔지요. 그건 등장인물들이 항상 직접 노래를 부르는 형식은 아니고, 줄거리를 살리기 위한 보조제로 사용됩니다. 우리는 거의 모든 장르의 음악을 해 봤어요: ABBA, 브로드웨이, 16세기 음악까지요.
시리즈는 시즌 1의 8회("반짝 스타") 에피소드부터 대부분의 에피소드에 신나는 노래가 등장하는 것으로 유명하다. 심지어는 디즈니 내에서도 "Gitchee Gitchee Goo"라는 노래는 사람들이 꽤 좋아하여 매 화마다 넣어줄 것을 요청하려던 적이 있다고 한다. 게다가 피니와 퍼브 노래들은 4번이나 에미상에 후보로 올라가는 등 몇몇 노래들은 애니메이션 밖에서도 상당히 유명하다.
두 제작자는 모두 음악적인 경험이 있고, 포벤마이어는 대학에서 락 밴드에 참여했는데다, 마시의 할아버지는 밴드의 리더였다.
- 《Phineas and Ferb》는 2009년에 디즈니 레코즈가 에피소드에 등장하는 노래 26곡을 선정하여 발매한 CD이다. 수록된 곡들과 부른 캐릭터(가수)는 다음과 같다.

1. Today is Gonna Be a Great Day(오늘은 멋진 날이 될 거야,테마송) -볼링 포 수프(Bowling For Soup)
2. Gitchee Gitchee Goo(기치기치구,풀버전) - P.F.T(빈센트 마텔라, 대니 제이콥 등)
3. Backyard Beach(뒷마당 해변) - 퍼브(대니 제이콥)
4. Busted(혼났어) - 캔디스, 바네사(애슬리 티즈데일, 올리비아 올슨)
5. Perry the Platypus Theme(오리너구리 페리) - 랜디 크랜소
6. S.I.M.P. (Squirrels In My Pants,내 바지 속의 다람쥐)-2 GuyZ N the Parque (성우 불명)
7. I'm Lindana and I Wanna Have Fun(나는 린다나 즐겁게 살고싶어) - 린다나(캐롤린 리아)
8. My Nemesis(나의 숙적) - 대니 제이콥
9. My Goody Two-Shoes Brother(내 착한 동생) - 두펀스머츠(댄 포벤마이어)
10. Disco Miniature Golfing Queen(디스코 미니어쳐 골프퀸) - 로라 딕슨
11. My Undead Mummy(미라는 내 친구) - 대니 제이콥
12. I Love You Mom(엄마 사랑해요) - 캔디스(애슬리 티즈데일)
13. Ready For The Bettys - 베티스(성우 불명)
14. When We Didn’t Get Along(내 숙적이 그리워)- 대니 제이콥
15. He's A Bully(골목대장) - 러비 위코프
16. Truck Drivin' Girl(트럭걸) - 대니 제이콥
17. Do Nothing Day(아무것도 안 하는 날) - 제레미, 캔디스(밋첼 머소, 애슬리 티즈데일)
18. E.V.I.L. B.O.Y.S.(악동 동생들) - 캔디스(댄 포벤마이어)
19. Fabulous - 바비, 피니어스(칼로스 알즈라퀴, 빈센트 마텔라)
20. Hail Doofania!(두파니아 만세!) - 두펀슈머츠(댄 포밴마이어)
21. Little Brothers(내 동생들) - 스테이시(캘리 후)
22. Let's Take A Rocket Ship To Space(로켓을 쏘아 올리자) - 대니 제이콥, 제이톤스
23. Queen Of Mars(화성의 여왕) - 캔디스(애슬리 티즈데일)
24. Chains On Me - 댄 포벤마이어
25. Phinedroids And Ferbots(피니로이드와 퍼봇) - 피니로이드, 퍼봇(성우불명)
26. Ain't Got Rhythm(리듬감이 없어) - 스웜피(스티브 잔)
27. You Snuck Your Way Right Into My Heart - 러브 헨델(자렛 레딕, 스티브 잔, 칼로스 알즈라퀴)

## 콘서트
Phineas and Ferb: The Best LIVE Tour Ever는 피니와 퍼브 애니메이션이 무대 위에서 진행되는 공연이다. 이 때 뷰포드와 페리만 전신 인형을 쓰고 나머지는 인공 분장을 한다.. 2011-12 시즌은 2011년 8월 21일 플로리다 주의 레이크랜드에서 시작했으며 2012년 4월 22일 뉴저지 주의 이스트 러더퍼드에서 끝났다. 2012-13 시즌은 2012년 8월 31일 오하이오의 윌링에서 시작했으며 2013년 3월 17일 일리노이스 주의 테네시에서 끝났다.

## 토크쇼
디즈니는 피니어스와 퍼브가 게스트를 인터뷰하는 토크쇼를 시작했으며 2010년 12월부터 방영했다. 쇼는 공식적으로 2011년 11월 25일에 끝났다.
대한민국에서는 "피니와 퍼브 퍼니쇼"라는 이름으로 현재 방영 중이다.

## 영화

### TV 영화
2010년 3월 3일 디즈니는 피니와 퍼브 TV 영화를 제작한다고 밝혔으며 명칭은 Phineas and Ferb The Movie: Across the 2nd Dimension로 한다고 밝혔다. 이 영화는 2011년 8월 5일 디즈니채널에서 방영되었다.
2019년 디즈니플러스에서 피니와 퍼브 OTT영화를 제작중이지만 2020년 여름에 공개를 할 예정이다.

줄거리는 피니어스와 퍼브가 두펀스머츠를 도우면서 2차원으로 납치되어, 페리는 그들을 살리려고 두펀스머츠에게 잡히고 그들은 두펀스머츠를 막고 페리와 다시 3차원으로 돌아가는 내용이다..

### 극장판
2011년 1월 11일 디즈니는 피니와 퍼브 극장판 영화가 개발 중이라고 밝혔다. 2011년 8월 27일에는 토이 스토리 3을 쓴 Michael Arndt가 대본 초안을 쓰기 위해 고용되었다고 밝혔다. 이후부터는 작품이 Mandeville Films에서 진행된다. 2011년 8월엔 "피니와 퍼브"라 이름붙여진 이 영화를 월트 디즈니 픽쳐스에서 2013년 7월 26일 개봉한다고, 9월 6일에는 댄과 스왐피는 대본 작성을 마쳤다고 밝혔다. 2012년 8월에는 개봉년도를 2014년으로 미루었다 가 결과적으로 무기한 연기되었다. 이것이 계획의 완전 취소라는 소문이 있었으나 디즈니 측에서는 그저 연기된 것이라고 설명한다.

## 연계
2012년에 피니와 퍼브는 Marvel Entertainment와 한 만화에 등장하기로 했다. 이 만화는 2013년에 Phineas and Ferb: Mission Marvel의 제목으로 방영을 하였다.. 마블의 스파이더맨, 헐크, 아이언 맨, 토르, 기타 여러 등장인물이 피니와 퍼브와 함께한다. 이런 규모의 디즈니와 마블의 협력은 2009년 이후 처음이다.
2013년 7월 피니와 퍼브와 스타워즈의 협력도 발표되었다.한국에서 이 작품은 2014년 8월 15일 처음으로 방영되었다.

### 수상과 후보작
| 상명 | 결과  |
| 2013 비평가 초이스 어워드 |       |
| 최고의 애니메이션 시리즈 | 후보  |
| 제 1회 Annual Cynopsis Kids !magination Awards                                                                                  |       |
| Best Tween Series | 수상  |
| Best Tween Special/TV Movie (for "Phineas and Ferb The Movie: Across the 2nd Dimension")                                        | 수상  |
| 2012 키즈 초이스 어워드 |       |
| 최고의 만화 | 후보  |
| 2011 Children's representatives ceremony (Israel)                                                                               |       |
| 최고의 만화 | 후보  |
| 2011 키즈 초이스 어워드 아르헨티나                                                                                              |       |
| 최고의 만화 | 수상  |
| 2011 키즈 초이스 어워드 멕시코                                                                                                  |       |
| 최고의 만화 | 수상  |
| 2011 키즈 초이스 어워드 |       |
| 최고의 만화 | 후보  |
| 2010 애니 어워즈 |       |
| Best Writing in a Television Production (For the episode "Nerds of a Feather")                                                  | 후보  |
| 2010 데이타임 에미상 |       |
| Outstanding Writing in AnimationB                                                                                               | 수상  |
| Outstanding Original Song — Children’s and Animation (for "Come Home Perry")                                                    | 후보  |
| Outstanding Achievement in Music Direction and Composition                                                                      | 후보  |
| Outstanding Achievement in Sound Editing — Live Action and Animation                                                            | 후보  |
| 2010 키즈 초이스 어워드 |       |
| 최고의 만화 | 후보  |
| 2009 브리티시 아카데미 어린이 어워즈                                                                                            |       |
| Best TV | 후보  |
| 2009 에미상 |       |
| Outstanding Special Class — Short-format Animated Programs (for the episode "The Monster of Phineas-n-Ferbenstein")             | 후보A |
| 2009 Pulcinella 상 |       |
| Special Mention — Best Flash Animation                                                                                          | 수상  |
| 최고 어린이 TV 시리즈 | 수상  |
| 2009 애니상 |       |
| 최고 TV 애니메이션 프로그램 | 후보  |
| 2009 키즈 초이스 어워즈 |       |
| Favorite Cartoon | 후보  |
| 2008 British Academy Children's Awards                                                                                          |       |
| Best International | 후보  |
| 2008 에미상 |       |
| Outstanding Original Main 제목 Theme Music (for "Today Is Gonna Be a Great Day")                                                | 후보  |
| Outstanding Original Music and Lyrics (for "I Ain't Got Rhythm" from the episode "Dude, We're Getting the Band Back Together!") | 후보  |

- 1. ^A  Academy of Television Arts & Sciences announced that they would not present the award to either nominee in the category.[64]
- 2. ^B  Back at the Barnyard와 공동 수상[53]